# William Penn

18e-eeuws portret van William Penn

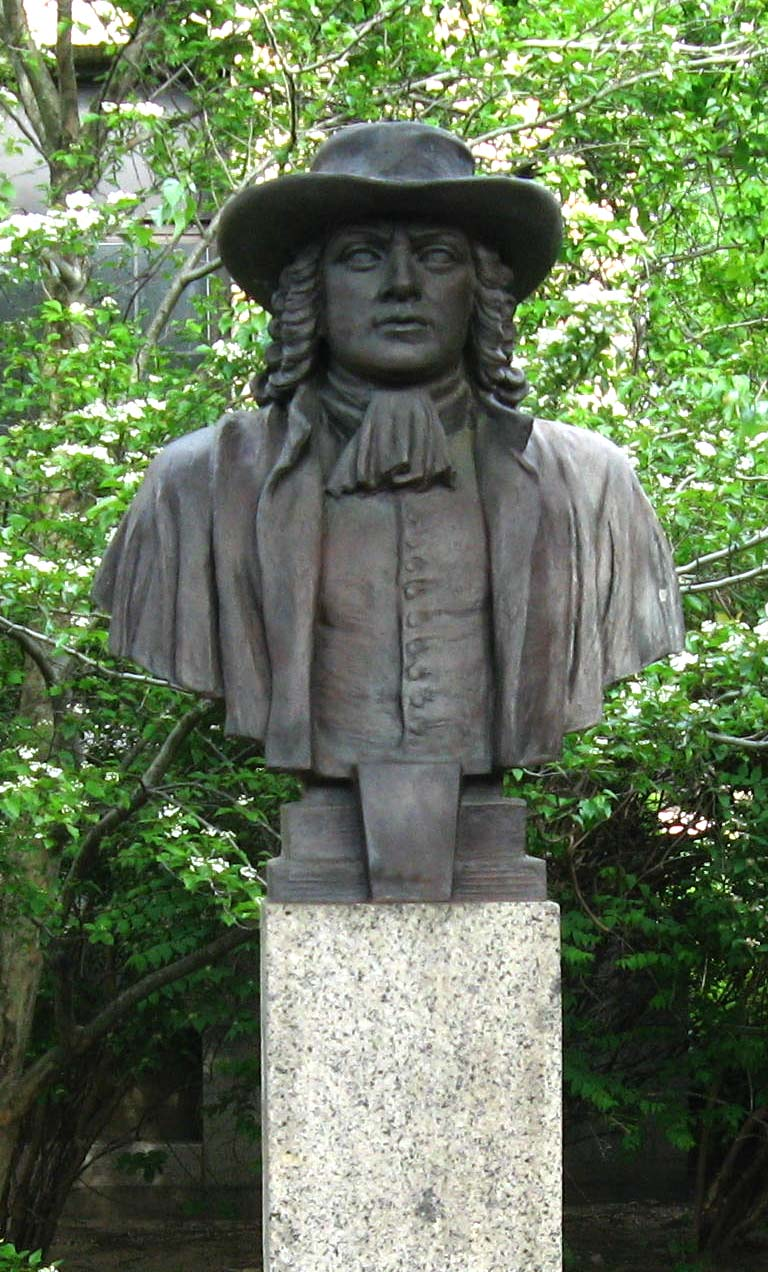
Standbeeld van William Penn

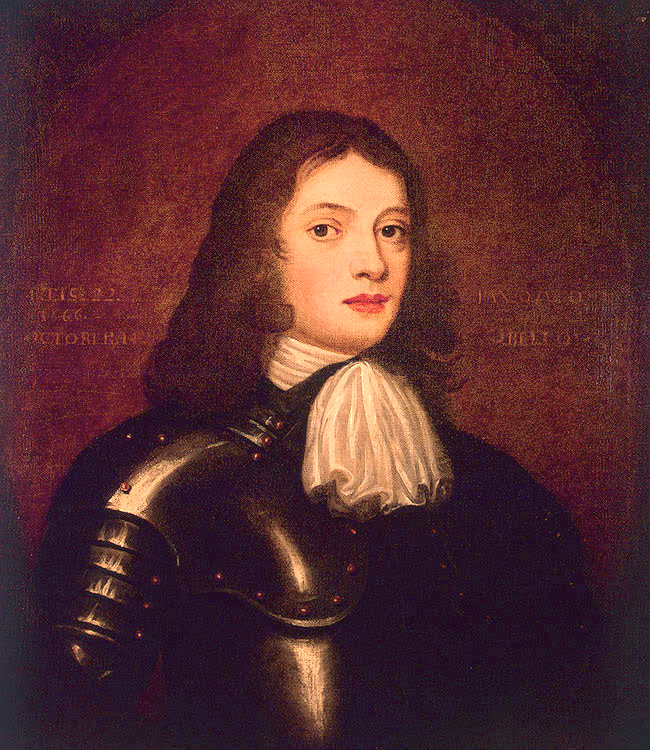
William Penn op 22-jarige leeftijd

William Penn (Londen, 14 oktober 1644 – Ruscombe, Berkshire, 30 juli 1718) was de stichter van de Engelse kolonie 'Provincie Pennsylvania' (het voormalige Nieuw-Zweden) in Noord-Amerika, waaruit later de Amerikaanse staten Pennsylvania en Delaware ontstonden.
Penn was de zoon van admiraal William Penn en Margaret Jasper, dochter van een Rotterdamse koopman. Sir William diende in de Royal Navy tijdens de Engelse Burgeroorlog en stond aan de kant van de republikeinen, hoewel hij later de kant koos van de royalisten en koning Karel II. Met zijn beschrijving "Brief Account of the Province of Pennsylvania" uit 1682 werd Penn een van de eerste auteurs uit de Amerikaanse literatuur.

## Lid van de quakers
Hoewel William Penn jr. was opgevoed in de traditie van de Anglicaanse Kerk, sloot hij zich als student in Oxford aan bij de beweging van de quakers. Hij was bevriend met George Fox, de stichter van de quakers, die werden beschouwd als ketters omdat hun inzichten afweken van die van de staatskerk. Zo weigerden de quakers onder andere om een eed af te leggen, ongeacht aan wie. Evenals vele andere quakers werd William Penn diverse malen gevangengezet en hij werd ook van de universiteit gestuurd.
In 1677 ontving een groep prominente quakers, onder wie William Penn, de koloniale provincie West New Jersey. Vele kolonisten uit Engeland vestigden zich daar. Penn zelf bleef nog in Engeland maar stelde wel een handvest op waarin de vrijheid van de kolonisten werd vastgelegd, evenals het recht op een eerlijke berechting, vrije verkiezingen en godsdienstvrijheid.

## Pennsylvania
Koning Karel II droeg op 4 maart 1681 een groot gebied ten westen en zuiden van New Jersey over aan Penn om zodoende een schuld af te lossen die hij had aan Penns vader. De overdracht omvatte onder meer gebieden van de voormalige koloniën Nieuw-Nederland en Nieuw-Zweden. Penn gaf het gebied de naam Sylvania (van het Latijn voor 'bos'). Ter ere van Penns vader veranderde de koning de naam van het gebied in Pennsylvania. Mogelijk had hij ook als motief om de quakers en andere 'onruststokers' een woonplaats te bieden op grote afstand van het vaderland. Penn werd door deze overdracht de grootste privé-grootgrondbezitter ter wereld van dat moment, met in totaal 120.000 km2. Penn vestigde zich er zelf in 1682 en sloot er verscheidene verdragen met de indianen. In 1684 ging hij terug naar Engeland. Na de val van Jacobus II viel hij in ongenade bij Willem III. Hij verloor de macht over zijn kolonie, maar werd in 1694 in ere hersteld.
Penn bezocht Amerika opnieuw in 1699 en ontwikkelde een plan om de Engelse kolonies in Amerika te verenigen in een federatie. Hij wilde zich vestigen in het door hem ontworpen Philadelphia, maar vanwege financiële perikelen keerde hij terug naar Engeland. Hij voerde vele rechtszaken om zijn recht te krijgen en probeerde zelfs om Pennsylvania terug te verkopen aan de Engelse kroon, maar tijdens de besprekingen in 1712 kreeg hij een beroerte die hem het spreken en zelfstandig functioneren onmogelijk maakte. Hij stierf in 1718.

## An Essay Towards the Present and Future Peace of Europe
Voortbouwend op het Grand Dessein van Hendrik IV van Frankrijk, kwam Penn in 1693 met een plan dat vrede moest vestigen in Europa. Hij stelde voor dat alle landen een vergadering zouden vormen ('Diet, Parliament, or Estates') waarin ze zetels kregen naargelang de grootte van hun economie: het Heilig Roomse Rijk twaalf, Frankrijk tien, Spanje tien, Italië acht, Engeland zes, de Zeven Provinciën vier, Polen vier, Zweden vier, Denemarken drie, Portugal drie, Venetië drie, Zwitserland één, Holstein één en Koerland één. Als het Ottomaanse Rijk en Moskovië er ook bij werden betrokken, wat hij wenste, zouden die elk tien zetels krijgen, zodat het totaal op negentig kwam. Aldus zou een soort internationaal gerechtshof worden gevormd dat zou beraadslagen in het Latijn of het Frans. Beslissingen zouden worden genomen per geheime stemming met drievierdemeerderheid. Collectieve handhaving zou instaan voor de uitvoering. Door dit plan wordt Penn beschouwd als een voorloper van de Europese integratie die vorm kreeg in de 20e eeuw.

## Werk (selectie)
- The Sandy Foundation Shaken, 1668
- No Cross, No Crown, 1669
- Some Fruits of Solitude, 1682

## Voetnoten
1. ↑  Randall M. Miller & William Pencak (2002): Pennsylvania: A History of the Commonwealth, Penn State University Press, blz. 59.
2. ↑  John Gittings (2012): The Glorious Art of Peace. From the Iliad to Iraq, blz. 125-126

- Bibsys: 90232716
- Biblioteca Nacional de Chile: 000325026
- Biblioteca Nacional de España: XX1710637
- Bibliothèque nationale de France: cb12055214x (data)
- Catàleg d'autoritats de noms i títols de Catalunya: 981058615011406706
- CiNii: DA0122148X
- Gemeinsame Normdatei: 118739905
- International Standard Name Identifier: 0000 0001 2099 9286
- Library of Congress Control Number: n80013224
- MusicBrainz: 3d2e49e9-76c5-497a-b827-c0e4f2c34a48
- Bibliotheek van het Japanse parlement: 00621275
- Nationale Bibliotheek van Tsjechië: js2010567809
- Nationale bibliotheek van Australië: 35415685
- Nationale Bibliotheek van Israël: 987007279125805171
- Nationale Bibliotheek van Polen: a0000000122763
- Nederlandse Thesaurus van Auteursnamen: 069316082
- Réseau des bibliothèques de Suisse occidentale: 02-A003680694
- Istituto Centrale per il Catalogo Unico: LO1V252497
- LIBRIS: 282434
- SNAC: w6p55q0b
- Système universitaire de documentation: 028789083
- Trove: 944770
- Union List of Artist Names: 500261423
- Virtual International Authority File: 24621346
- WorldCat: E39PBJcBRfxW8HPWYCwH79d84q